# Arboles
Arboles é uma Região censo-designada localizada no estado americano de Colorado, no Condado de Archuleta.

## Demografia
Segundo o censo americano de 2000, a sua população era de 232 habitantes.

## Geografia
De acordo com o United States Census Bureau tem uma área de 
13,8 km², dos quais 13,6 km² cobertos por terra e 0,2 km² cobertos por água.

## Localidades na vizinhança
O diagrama seguinte representa as localidades num raio de 56 km ao redor de Arboles. 